# Contea di Dejiang
La contea di Dejiang (德江县S, Déjiāng XiànP) è una contea della Cina, situata nella provincia del Guizhou e amministrata dalla prefettura di Tongren.